# SFE Freiburg
Sportfreunde Eintracht Freiburg is een Duitse sportclub uit Freiburg im Breisgau. De club was oorspronkelijk enkel een voetbalclub maar breidde zich door de jaren uit in meerdere afdelingen zoals gymnastiek in 1972, 1977 skiën en wandelen, 1978 handbal, 1980 volleybal en in 1981 ook tennis.  

## Geschiedenis
De club werd op 11 april 1911 opgericht als Hertha Freiburg. In het voorjaar van 1912 werd de naam gewijzigd in FC Sportfreunde 1911 Freiburg. In 1924 promoveerde de club naar de tweede klasse van de Württemberg-Badense competitie. Na enkele plaatsen in de subtop werd de club in 1928 tweede achter FV Lörrach 02. Een jaar later werden ze kampioen en namen ze deel aan de eindronde om te promoveren. Ze werden tweede achter SpVgg Schramberg. In 1933 werd de club opnieuw kampioen, maar kon opnieuw geen promotie afdwingen. Na dit seizoen werd de competitie hervormd. De Gauliga Baden werd ingevoerd als nieuwe hoogste klasse en de club ging in de Bezirksliga spelen, die als tweede klasse fungeerde. De club slaagde er niet in te promoveren.
In 1967 promoveerde de club naar de Amateurliga Südbaden, toen de derde klasse. Ze speelden hier tot 1975 en eindigden meestal in de lagere middenmoot. 
In 1976 fuseerde de club met een deel van de club SV Eintracht DJK Freiburg tot FC Sportfreunde DJK Freiburg. In 1979 plaatste de club zich voor de hoofdtabel van de DFB-Pokal 1979/80. Nadat de club FC Union Neumünster versloeg werden ze door SV Waldhof Mannheim verslagen met 2-7. In 1987 promoveerde de club een laatste keer naar de Oberliga Baden-Württemberg, destijds de derde klasse, maar degradeerde meteen weer. 
Op 1 juli 2004 fuseerde de club met SV Eintracht Freiburg en nam zo de huidige naam aan. 